# Planetariul din Constanța
Planetariul din Constanța este primul obiectiv public de acest gen din România, înființat în anul 1969, anul în care omul a făcut primul său pas pe Lună. 
Planetariul este dotat cu un observator astronomic și cu o stație de observații solare.